# Edgar Selwyn
Edgar Selwyn (Cincinnati, 20 ottobre 1875 – Los Angeles, 13 febbraio 1944) è stato un attore, commediografo, regista e produttore statunitense.

## Biografia
Attivo dal 1899 al 1942, Edgar Selwyn fu una figura prominente del teatro americano della prima metà del Novecento. Lavorò anche nell'industria cinematografica e fu uno dei fondatori nel 1916 della Goldwyn Pictures (che prese da lui parte del suo nome).
Nato a Cincinnati, Selwyn fu attore, regista, commediografo, produttore: insieme al fratello Arch, fondò la società The Selwyns che, dal 1919 al 1932, produsse commedie per Broadway. The Selwyns era proprietaria negli Stati Uniti di alcuni teatri incluso il Park Square Theatre di Boston, l'Hanna Theatre di Cleveland, il Selwyn di Chicago e, a New York, il Selwyn, l'Apollo e il Times Square Theatre.
Tra i lavori teatrali di cui Selwyn fu autore, anche The Arab, una commedia andata in scena nel 1911, che venne adattata per lo schermo da Cecil B. DeMille e poi da Rex Ingram e da Sam Wood.
Selwyn lavorò a Hollywood, producendo e dirigendo alcuni film tra il 1929 e il 1942. Tra questi, The Sin of Madelon Claudet che Selwyn diresse per la MGM nel 1931. Il film aveva come protagonista Helen Hayes che, per la sua interpretazione, vinse il premio Oscar. Selwyn scrisse anche un paio di sceneggiature e numerosi film furono adattamenti cinematografici di sue commedie.

### Titanic
Nell'aprile 1912, Selwyn aveva comperato il biglietto per New York per la prima crociera del RMS Titanic; avrebbe dovuto fare la traversata dell'Atlantico in compagnia di una coppia di amici, Rene e Henry B. Harris. A causa di impegni legati al lavoro per una nuova commedia, Selwyn dovette rinunciare al viaggio. Gli Harris, invece partirono. L'uomo perì nel naufragio mentre la moglie Rene poté salvarsi.

### Matrimoni
Selwyn si sposò due volte. La prima con l'attrice e commediografa Margaret Mayo (1882-1951) che fu, insieme a lui, una delle fondatrici della Goldwyn Company. La seconda, con l'attrice Ruth Selwyn (1905-1954)

### Morte
Edgar Selwyn morì il 13 febbraio 1944 a Los Angeles all'età di 68 anni.

## Spettacoli teatrali
- The King's Musketeer (Broadway, 13 marzo 1899)
- Arizona (Broadway, 10 ottobre 1900)
- A Gentleman of France (Broadway, 30 dicembre 1901)
- Sherlock Holmes (Broadway, 3 dicembre 1902)
- Ulysses (Broadway, 14 ottobre 1903)
- The Pretty Sister of Jose (Broadway, 10 dicembre 1903)
- Sunday (Broadway, 15 dicembre 1904)
- A Doll's House (Broadway, 2 maggio 1905)
- Edmund Burke (Broadway, 2 ottobre 1905)
- It's All Your Fault (Broadway, 2 maggio 1906)
- Popularity (Broadway, 1º ottobre 1906)
- The Mills of the Gods (Broadway, 4 marzo 1907)
- Father and Son, di Edgar Selwyn (Broadway, 24 ottobre 1908)
- Pierre of the Plains, di Edgar Selwyn (Broadway, 12 ottobre 1908)
- The Country Boy, di Edgar Selwyn (Broadway, 30 agosto 1910)
- I'll Be Hanged If I Do, di Edgar Selwyn (Broadway, 28 dicembre 1910)
- The Arab, di Edgar Selwyn (Broadway, 20 ottobre 1911)
- The Wall Street Girl, di Edgar Selwyn (Broadway, 15 maggio 1912)
- Nearly Married, di Edgar Selwyn (Broadway, 5 ottobre 1913)
- Rolling Stones, di Edgar Selwyn (Broadway, 17 agosto 1915)
- The Crowded Hour, di Edgar Selwyn (Broadway, 22 dicembre 1918)
- Wedding Bells (Broadway, 10 dicembre 1919)
- Curiosity (Broadway, 18 dicembre 1919)
- The Mirage, di Edgar Selwyn (Broadway, 30 ottobre 1920)
- The Blue Kitten (Broadway, 13 gennaio 1922)
- The Exciters (Broadway, 22 ottobre 1922)
- Anything Might Happen, di Edgar Selwyn (Broadway, 20 marzo 1923)
- Dancing Mothers, di Edgar Selwyn (Broadway, 11 agosto 1924)
- Dear Sir, di Edgar Selwyn (Broadway, 23 ottobre 1924)
- Quarantine (Broadway, 16 dicembre 1924)
- Something To Brag About, di Edgar Selwyn (Broadway, 13 agosto 1925)
- The Adorable Liar (Broadway, 30 agosto 1926)
- Gentlemen Prefer Blondes (Broadway, 28 ottobre 1926)
- A Proud Woman (Broadway, 15 dicembre 1926)
- The Barker (Broadway, 18 gennaio 1927)
- Eva the Fifth (Broadway, 28 agosto 1928)
- Possession, di Edgar Selwyn (Broadway, 2 ottobre 1928)
- Redemption (Broadway, 19 dicembre 1928)
- Other Men's Wives (Broadway, 12 dicembre 1929)
- Strike Up the Band (Broadway, 14 gennaio 1930)
- Fast Service (Broadway, 17 dicembre 1931)
- The Wookey (Broadway, 10 ottobre 1941)

## Filmografia

### Sceneggiatore
- Pierre of the Plains - lavoro teatrale (1914)
- The Country Boy
- The Arab, regia di Cecil B. DeMille (1915)
- Rolling Stones
- Nearly Married, regia di Chester Withey (1917)
- Dodging a Million
- Heart of the Wilds, regia di Marshall Neilan - Pierre of the Plains, lavoro teatrale (1918)
- For Better, for Worse, regia di Cecil B. DeMille - lavoro teatrale (1919)
- Due mondi (The Primitive Lover), regia di Sidney Franklin - lavoro teatrale (1922)
- L'arabo (The Arab), regia di Rex Ingram - lavoro teatrale (1924)
- The Mirage, regia di George Archainbaud (1924)
- The Crowded Hour, regia di E. Mason Hopper - lavoro teatrale (1925)
- Night Life of New York
- Dancing Mothers, regia di Herbert Brenon - lavoro teatrale (1926)
- The Girl in the Show, regia di Edgar Selwyn - adattamento, dialoghi aggiunti (1929)
- L'amante (Possessed), regia di Clarence Brown - lavoro teatrale The Mirage (1931)
- Una notte al Cairo (The Barbarian), regia di Sam Wood - The Arab, lavoro teatrale (1933)
- Turn Back the Clock, regia di Edgar Selwyn - sceneggiatura (1933)
- Incatenata (Chained), regia di Clarence Brown - soggetto (1934)
- Harrington faccia-di-bambino (Baby Face Harrington), regia di Raoul Walsh - lavoro teatrale (1935)
- Pierre of the Plains, regia di George B. Seitz - lavoro teatrale (1942)

### Produttore
- Harrington faccia-di-bambino (Baby Face Harrington), regia di Raoul Walsh (1935)
- The Kid from Texas
- Bridal Suite, regia di Wilhelm Thiele
- Dancing Co-Ed, regia di S. Sylvan Simon (1939)
- Joe and Ethel Turp Call on the President, regia di Robert B. Sinclair (1939)
- Dulcy, regia di S. Sylvan Simon (1940)
- Washington Melodrama
- Pierre of the Plains, regia di George B. Seitz (1942)

### Regista
- The Girl in the Show
- War Nurse
- Men Call It Love
- Il fallo di Madelon Claudet (The Sin of Madelon Claudet) (1931)
- Skyscraper Souls
- Men Must Fight
- Turn Back the Clock
- Il mistero del signor X (The Mystery of Mr. X)

### Attore
- Pierre of the Plains (1914)
- The Arab, regia di Cecil B. DeMille (1915)